# 解放者市 (莫納加斯州)

解放者市（西班牙語：Municipio Libertador），是委內瑞拉的一個市，位於該國東部莫納加斯州，首府設於滕布拉多爾，面積3,500平方公里，2010年人口50,783，人口密度每平方公里12.4人。